# Детское фэнтези

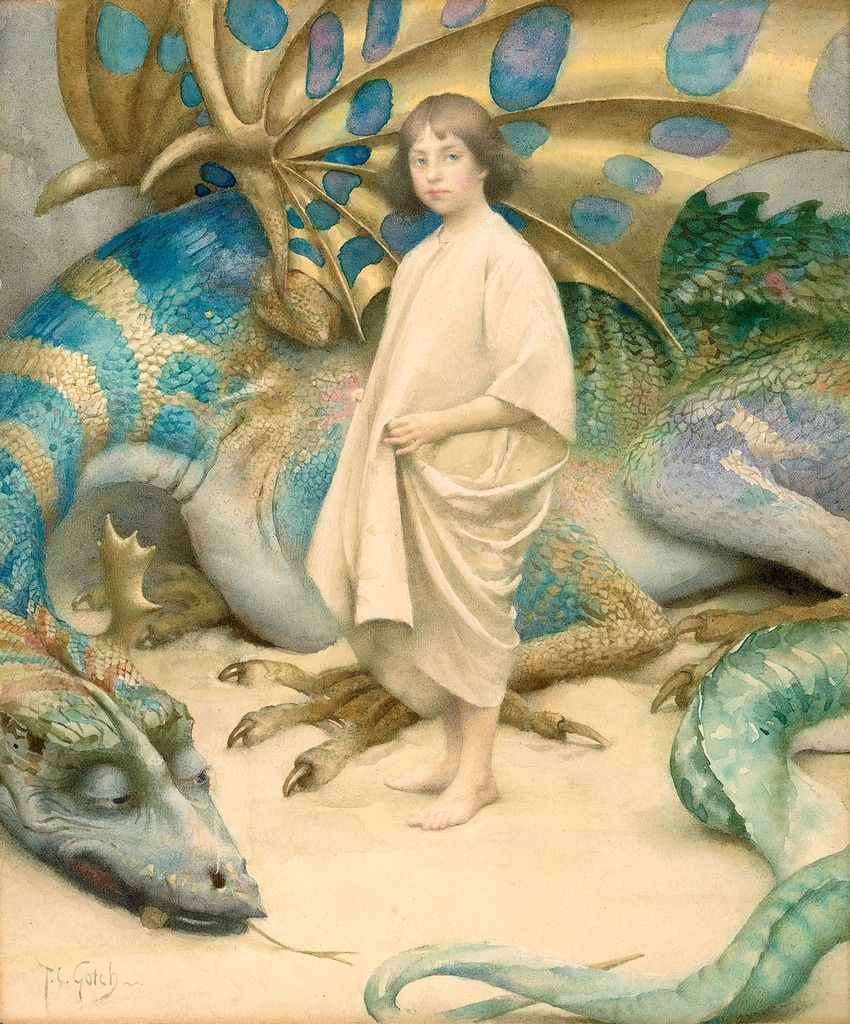
Томас Купер Готч «Невинность» (около 1904)

Де́тское фэ́нтези — фэнтези для детей, самостоятельное жанровое образование, отличающееся от сказки (и фольклорной, и литературной), научной фантастики и других прозаических жанров детской литературы (приключенческой повести и др.). Точное определение детского фэнтези в литературоведении не дано. Для детского фэнтези характерны следующие жанровые особенности:
- формирование пространства «вторичного мира», в основе которого лежит концепция миров-матрёшек, «переход» героя в другой мир осуществляется благодаря магическому предмету, мифическому существу или в необычном месте;
- динамичный сюжет, который построен на мотиве приключений героя и разворачивается по законам магии, нарративная основа при этом — глобальный конфликт между добром и злом;
- специфическая образная система, в центре её — герой-подросток, являющийся архетипом ребёнка, спасающего мир;
- использование мифологических и фольклорных концептов.

По сюжетным особенностям детское фэнтези часто близко к роману воспитания.
Некоторые русские литературоведы трактуют понятие «детское фэнтези» максимально широко, включая в него вообще все фантастические произведения для детей и подростков рубежа XX—XXI веков.
К числу произведений-родоначальников жанра литературоведы относят «Алису в Стране чудес» (1864) и «Алису в Зазеркалье» (1871) Л. Кэрролла, «Детей воды» Чарльза Кингсли (1863), «Принцессу и гоблина» (1872) Джорджа Макдональда, цикл произведений Л. Баума о Волшебной стране. Авторы русского детского фэнтези во многом опираются на творчество одного из основателей жанра Клайва Льюиса («Хроники Нарнии»), творчество Дж. Роулинг, а также на творчество Филипа Пулмана. В творчестве Льюиса и Пулмана происходит канонизация жанра, особенностью которого является использование мифологических (а у Льюиса также и религиозных) концептов и их художественное изменение согласно целевым авторским установкам. Известный представитель детского фэнтези — Андре Нортон, книги которой издаются с конца 1950-х годов; наиболее популярен из них цикл «Мир ведьм».
К русскому детскому фэнтези относятся циклы о волшебнике Изумрудного города А. Волкова, «Повелитель волшебных ключей» С. Прокофьевой, цикл В. Каверина о городке Немухине, повести Ю. Томина «Шёл по городу волшебник», А. Шарова «Человек-горошина и простак», произведения В. Крапивина, К. Булычёва, подражания «Гарри Поттеру»:9 (в частности, произведения Д. Емеца:9, А. Жвалевского и И. Мытько, С. Панарина:9), произведения А. Зорича, М. и С. Дяченко (трилогия «Ключ от Королевства»), «Часодеи» Н. Щербы, «Мальчик и тьма» С. Лукьяненко, произведения Т. Крюковой («Заклятье гномов», «Узник зеркала», «Лунный рыцарь», «Волшебница с острова Гроз»), серия книг Е. Гаглоева «Зерцалия», цикл «Сквозняки» Т. Левановой.
Автор «Хроник Нарнии» Клайв Льюис отмечал в одной из своих статей, что фантастика более распространена в детской литературе и поэтому писатели, пишущие в этом жанре, могут найти в детях благодарную аудиторию.